# TM88
Брайан Ламар Сіммонс (нар. 4 квітня 1987 р.), також відомий як TM88 (або TrackMan 88 ), американський продюсер звукозапису та ді-джей з Атланти, штат Джорджія . Він є членом колективу звукозапису та написання пісень 808 Mafia, який базується в Атланті та є одним із головних учасників, як і Southside .   TM88 вважається одним із засновників сучасного звучання хіп-хопу. 

## Раннє життя та кар’єра
Брайан Ламар Сіммонс народився 4 квітня 1987 року в Маямі, штат Флорида . Він жив в Евфаулі, штат Алабама, а згодом переїхав до Атланти, штат Джорджія . 
У 2009 році 22-річний TM88 почав випускати інструменти для Slim Dunkin, артиста з Brick Squad Monopoly до його вбивства в кінці 2011 року. Згодом TM88 познайомили з Southside, з яким він почав працювати. Пізніше Southside запропонував йому приєднатися до його команди 808 Mafia . У 2012 році TM88 офіційно став сольним продюсером, так як його інструментал був використаний у пісні Waka Flocka Flame "Lurking", яка була у його другому студійному альбомі Triple F Life . 
TM88 вже у 2013 році з'являвся на значних мікстейпах реперів, як, наприклад, Future . Пізніше TM88 співпрацював з Gucci Mane і лічився одним з продюсерів на його дев'ятому студійному альбомі Trap House III . Згодом, у 2014 році він спродюсував пісню "Special" від Future, яка містилася у його другому студійному альбомі Honest. 

## Дискографія
| Назва                                                           | Деталі альбому                                                                       | Пікові позиції діаграми | Пікові позиції діаграми | Пікові позиції діаграми |
| Назва                                                           | Деталі альбому                                                                       | США </br>               | США R&B </br>           | США Незалежний </br>    |
| --------------------------------------------------------------- | ------------------------------------------------------------------------------------ | ----------------------- | ----------------------- | ----------------------- |
| Rude Awakening </br> (з Wiz Khalifa та Juicy J ; як TGOD Mafia) | - Випущено: 3 червня 2016 року - Лейбл: Atlantic, Columbia, Empire - Формат:цифровий | 26                      | 3                       | 5                       |